# اسطوره ورماخت پاک

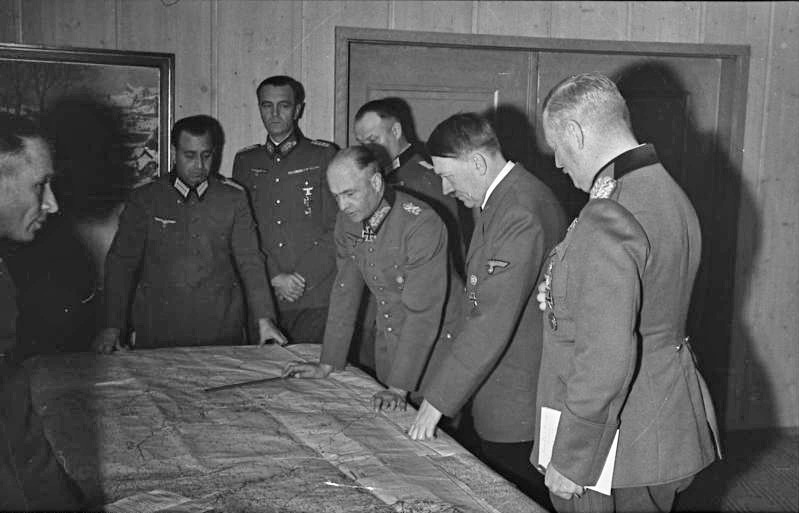
ملاقات ژنرال‌های نازی با هیتلر، در سرزمین‌های اشغالی اتحاد جماهیر شوروی، اکتبر ۱۹۴۱

اسطوره ورماخت پاک (انگلیسی: Myth of the clean Wehrmacht) این تصور نفی گرایانه یا انکار تاریخ است که نیروهای مسلح منظم آلمان (ورماخت) در هولوکاست یا سایر جنایات جنگی ورماخت در طول جنگ جهانی دوم دست نداشتند. این افسانه رد شده، که به شدت توسط نویسندگان و پرسنل نظامی آلمانی پس از جنگ جهانی دوم ترویج شد، به‌طور کامل مسئولیت فرماندهی نظامی آلمان را در برنامه‌ریزی و آماده‌سازی جنایات جنگی رد می‌کند. حتی در جایی که ارتکاب جنایات جنگی و راه‌اندازی عملیات کشتار، به ویژه در اتحاد جماهیر شوروی سوسیالیستی - که در آن نازی‌ها جمعیت را به عنوان دون‌انسان که توسط توطئه‌گران بلشویسم یهودی اداره می‌شوند، تأیید و اعتراف شده‌است، آنها را به «سربازان حزب»، اس‌اس، و نه ارتش عادی آلمان نسبت می‌دهند.